# Keresztes Gábor (színművész)
Keresztes Gábor (Csíkszereda, 1976. október 8.  –) magyar színész.

## Életpályája
Erdélyben, Csíkszeredában született 1976-ban. A középiskola elvégzése után 1995-ben jött Magyarországra. Magánúton folytatott színitanulmányokat, és a budapesti Pinceszínházban szerepelt. 1997-től szerződött Veszprémbe, azóta a Veszprémi Petőfi Színház társulatának tagja. Vendégművészként játszott a Pécsi Nemzeti Színházban és a Szputnyik Hajózási Társaság független színházi előadásaiban is, például a MU Színházban.

## Fontosabb színházi szerepei
- William Shakespeare: Sok hűhó semmiért... Don Juan, a herceg fattyú öccse
- William Shakespeare: Ahogy tetszik... Olivér, Sir Roland de Bois fia
- William Shakespeare: Titus Andronicus... Bassianus, Saturnius testvére, Lavinia szerelmese; Publius, Titus unokaöccse; Gót
- Johann Wolfgang von Goethe: Faust I-II ... Valentin
- Friedrich Dürrenmatt: Az öreg hölgy látogatása... Ill fia
- Friedrich Dürrenmatt: A fizikusok... Blocher, rendőr
- Bertolt Brecht: A szecsuáni jólélek... Harmadik Isten
- Arthur Miller: Pillantás a hídról... II. Bevándorlási tiszt
- Henrik Ibsen: A vadkacsa... Kaspersen, igazgató
- Jean Anouilh: Jeanne d’Arc... Warwick gróf; Apród
- Euripidész: Iphigenia Auliszban... Meneláosz
- Szophoklész: Oidipusz király Oidipusz Kolónoszban... szereplő
- Nyikolaj Vasziljevics Gogol: A revizor... Ivan Alekszandrovics Hlesztakov, pétervári hivatalnok
- Valentyin Petrovics Katajev: Bolond vasárnap... Zürcsev
- Christopher Hampton: Veszedelmes viszonyok... Azolan
- Neil Simon: Furcsa pár... Murray
- Marc-Gilbert Sauvajon: Csodálatos vagy, Júlia... Roger
- Mark Rozovszkij: Legenda a lóról... szereplő
- Peter Stone – Maury Yeston: Titanic... J. Bruce Ismay, a Titanic tulajdonosa
- Rainer Werner Fassbinder: A szenny, a város és a halál... szereplő
- Lionel Bart: Oliver!... Mr. Bumble, egyházfi, a dologház felügyelője
- Erich Kästner: A két Lotti... Apa
- Fernando Arrabal: Tábori piknik... Zapo, katona
- Giulio Scarnacci – Renzo Tarabusi: Kaviár és lencse... Nicola Vietoris, Helena fia
- Níkosz Kazandzákisz – Joseph Stein – John Kander – Fred Ebb: Zorba... II. Moira
- Joe Darion – Mitch Leigh – Dale Wassermann: La Mancha lovagja... Sancho
- Madách Imre: Az ember tragédiája... szereplő
- Csiky Gergely: Kaviár... Sancho, matróz
- Nagy Ignác: Tisztújítás... Darabos, jurátus
- Mikszáth Kálmán: A Noszty fiú esete Tóth Marival... Malinka, főispáni titkár; Pincér; Kolotnoki
- Heltai Jenő: A tündérlaki lányok... Pista
- Bródy Sándor: A tanítónő... Lovászinas, Cigányprímás
- Molnár Ferenc: Az üvegcipő... Fényképész
- Nóti Károly – Fényes Szabolcs – Szenes Iván: Nyitott ablak... Ezredorvos
- Móra Ferenc: Kincskereső kiködmön... Szűcs Márton, apa
- Karinthy Frigyes: Tanár úr kérem... Skurek, a mellébeszélő
- László Miklós: Illatszertár... Sipos úr
- Örkény István: Kulcskeresők... Benedek
- Dobozy Imre: A tizedes meg a többiek... Fekete
- Gyurkovics Tibor: Nagyvizit... Kisdoktor
- Kiss Csaba: Hazatérés Dániába... Voltimand
- Pozsgai Zsolt: Janus... Rozgonyi Rajnáld, pálos szerzetes; Kázmér királyfi
- Lőkös Ildikó – Kálloy Molnár Péter: A mindenség elmélete... Orvos, neurológus
- Rudyard Kipling – Békés Pál – Dés László – Geszti Péter: A dzsungel könyve... Majom
- E. T. A. Hoffmann – Szurdi Miklós – Szomor György – Valla Attila: Diótörő és Egérkirály... Bohóc Friedrich; Gyeregér
- Andrew Lloyd Webber – Tim Rice: Jézus Krisztus szupersztár... Apostol
- Gerome Ragni – James Rado: Hair... Woof
- Müller Péter – Tolcsvay László – Müller Péter Sziámi: Isten pénze.... Bob Cratchit
- Asztalos István – Kovács Attila: István... szereplő
- Lev Nyikolajevics Tolsztoj – Kocsák Tibor – Miklós Tibor: Anna Karenina... Sztyiva
- Miklós Tibor – Várkonyi Mátyás: Sztárcsinálók... Juvenalis
- Luigi Magni – Bernardino Zapponi – Vajda Katalin: Legyetek jók, ha tudtok!... Cirifischio
- Vajda Katalin: Anconai szerelmesek... Luigi del Soro (vándormuzsikus)
- Eisemann Mihály: Fiatalság bolondság... Dobó Dodó
- Eisemann Mihály – Éri-Halász Imre – Békeffi István: Egy csók és más semmi... Jegyző, Pincér
- Zerkovitz Béla – Szilágyi László: Csókos asszony... Ibolya Ede
- Berté Henrik: Három a kislány... Susenmayerhoff, festő
- Lehár Ferenc: Luxemburg grófja... Brissard
- Huszka Jenő: Mária főhadnagy... Herbert
- Kálmán Imre: A montmartre-i ibolya... Henri Murger, író
- Ábrahám Pál: Viktória... Jancsi, tisztiszolga
- Antoine de Saint-Exupéry: A kis herceg... Hiú
- Alan Alexander Milne – Palásthy Bea: Titkos dalok - Micimackótól és barátaitól... Füles
- Weöres Sándor: A Holdbeli csónakos... Paprika Jancsi
- Békés Pál: A kétbalkezes varázsló... Hoppmester; Anton; 2. kuka
- Csukás István: Mirr-Murr, a kandúr... Téglagyári Megálló; Selyemálarcos macska; Hold hangja
- Csukás István: Keménykalap és Krumliorr... Lópici Gáspár
- Horváth Péter: A farkas szempillái... Róka; Majom 2; Macskalány; Szamuráj 2; O Szen; Hosszú Rojtos
- Máté P. Gábor: A szerenád... Hangszerkészítő
- Bozsó József: Mátyás és a bolondkirály... Mujkó, a bolond
- Bozsó József – Kocsák Tibor: Kukac Kata kalandjai... Sáska Sámuel; Kék Béka
- Bozsó József – Kocsák Tibor: Hagymácska... Tormagasságos
- Janikovszky Éva: Égigérő fű... Oszkár, a szenesember
- Tömöry Márta – Korcsmáros György: Csizmás Kandúr... Legkisebb
- Hedry Mária: Tündér Míra... Lodovico, gonosz varázsló, Holnemvolt ország minisztere
- Hedry Mária – Radványi Balázs: Kukamese... Fém Feri, fémhulladék
- Urbán Gyula: Egerek... Albin papa
- Zalán Tibor: Angyalok a tetőn... Ördög
- Lévay Szilveszter – Michael Kunze: Mozart!... Leopold Mozart
- Topolcsányi Laura – Szomor György: Petőfifjú... Kántor, Szakaszvezető, Némethy, Úr 2, Színész 3

## Filmek, tv
- Janus (2011)
- Keresztanyu (2022)

## Díjai, elismerései
- Petőfi-díj (2005; 2006 – Veszprémi Petőfi Színház)